# Бабине царство (оповідання)
«Бабине царство» (рос. Бабье царство) — оповідання А. П. Чехова, вперше опубліковане у 1894 році.

## Історія публікації й критика
Оповідання А. П. Чехова «Бабине царство» написане в 1894 році, вперше опубліковане в 1894 році в журналі «Російська думка» № 1 з підзаголовком «Оповідання» та підписом Антон Чехов, в цьому ж році надруковано у збірнику «Повісті та оповідання», увійшоло до зібрання творів письменника, видаваного А. Ф. Марксом.
За життя Чехова оповідання перекладалося німецькою, угорською та сербськохорватською мовами.
П. С. Попов вважав, що оповідання написано за спогадами автора про побут фабричних робітників, яких він бачив у місті Воскресенську у 1883—1887 роках. Власниця Іванівської суконної фабрики Ганна Сергіївна Цурікова, після смерті чоловіка Павла Григоровича Цурікова стала власницею фабрики. Ганна Сергіївна займалася благодійною діяльністю і була попечителькою школи, в якій працював брат письменника В. П. Чехів. У свята Анна Сергіївна брала місцеве духовенство, церковний хор, фабричних майстрів та ін. Чехов був знайомий з учителем С. В. Соловйовим, які жили на фабриці, і бував у нього.
За чорновим нарисом Чехова видно, що задум припускав більш масштабний твір. Дія оповідання повинно було займати більш ніж добу. Автором вигаданий персонаж Сливи — компаньйонки Ганни Якимівни. В надрукованому оповіданні був відсутній цей персонаж, не були розвинені і сюжетні лінії, що стосуються відносин Сливи з Лисевичем і лакеєм Мішенькою.
Відгуки сучасників про оповідання були суперечливі. Білібін із захопленням писав про оповіданні Єжову: «„Бабине царство“ мені дуже подобається. Це глибоко задумана і майстерно виконана річ…». Оцінив «Бабине царство» і критик Горбунов-Посадов: «…написано чудово»; «Всі лиця його [оповідання] стоять переді мною як живі і наводять на сумні й суворі роздуми. Чудово наведено у Вас, що світ робочих, світ придавлений сили все удалині, як би не є на сцену, але весь час відчувається».
У той же час у сучасній Чехову критиці існувала думка, що деякі твори Чехова, зокрема «Бабине царство», написані ескізно і не завершені. Буренін вважав, що «Бабине царство» являє собою «початок великого роману», обірваного Чеховим «тоді, коли читач очікує подальшого розвитку цього цікавого почину». Автор рецензії в «Російському огляді» за підписом W. вважав, що Чехов створив початок якоїсь повісті або роману. На його думку, письменники, які досягли слави, мають звичай публікувати «зі свого портфеля всі свої давнішні начерки, етюди і обривки».
Свою думку про оповідання висловлювали критики Петерсен, Ляцкий, Горнфельд, Альбов.

## Сюжет
Оповідання складається із чотирьох частин з назвами: Напередодні, Ранок, Обід, Вечір. Описується один святковий день життя власниці фабрики Ганни Якимівни. Ганна Якимівна живе у великому будинку «з люстрами і картинами». Розповідь починається з опису турбот Ганни Якимівни у попередній день. Вона займається розглядом документів, згадує про бідне дитинство. Свої справи на фабриці вона не розуміла і не любила. Від прикажчика вона отримує 1500 рублів, виграних у судовому процесі, і не знає, що робити з цими грошима.
Ввечері вона поїхала до чиновника Василя Микитовича Чаликова, якому надумала дати ці півтори тисячі рублів. Зайшовши до Чаликова, вона повела з ним і його дружиною розмови, постійно думаючи, давати чи не давати їм гроші. Віддати вона зважилася тільки 25 рублів та «два червоних папірця» (два по 10 р.) — на лікування. Потім в будинок прийшов працівник фабрики Піменов. Між Ганною Акимовною і Пименовим сталася розмова, в якій вони погодилися, що давати гроші таким людям, як Чаликов марно — все одно вони все проп'ють. У Ганни Якимівни навіть промайнула думка: «От йому б дати ті півтори тисячі!»
Вранці наступного дня Ганну Якимівну привітав зі святом Різдва Христового лакей Мішенька. Йому вона дала п'ять рублів. Потім вона брала батюшку з лікарні з дячком, сестер зі згромадження, дітей з притулку, двадцять службовців заводу, учнів школи, де вона була попечителькою. Відвідувачі співали, закушували і йшли. Серед відвідувачів був і Піменов. Ганні Якимівну здалося, що Піменов зачарований нею як жінкою. Вона припустила: «От б закохатися. І від заводу позбутися б…» Її покійний батько зробив би просто — наказав їй виходити за Піменова і все. Тоді завод потрапив би в гідні руки.
Останніми приїхали до господині з візитом дійсний статський радник Крилін і адвокат Лисевич. Віктор Миколайович Лисевич освідчився господині в любові, хвалив Тургенєва і Мопассана, закликав господиню до розпусну життя. Ганна Якимівна, заслухавшись адвокатом, сунула йому півтори тисячі рублів. Після ситного обіду, випивки і розмов про фабрику та літературу, візитери поїхали.
Увечері Ганна Якимівна сиділа з домочадцями і вечеряла. Їй знову захотілося заміж. Прийшла богомолка Жужелиця запропонувала засватати її за Піменова. Проте оточуючі сприйняли це за жарт, а лакей Мішенька сказав, що Піменов навіть виделку тримати не вміє. Ганна Якимівна зрозуміла, що її думки про Піменова і їх шлюб — «нісенітниця, дурість і самодурство».